# A Garland of Red
A Garland of Red è il primo album di Red Garland, pubblicato dalla Prestige Records nel 1956.

## Tracce
Lato A
1. A Foggy Day – 4:48 (George Gershwin, Ira Gershwin)
2. My Romance – 6:50 (Lorenz Hart, Richard Rodgers)
3. What Is This Thing Called Love ? – 4:50 (Cole Porter)
4. Makin' Whoopee – 4:12 (Gus Kahn, Walter Donaldson)

Durata totale: 20:40
Lato B
1. September in the Rain – 4:46 (Al Dubin, Harry Warren)
2. Little Girl Blue – 5:04 (Lorenz Hart, Richard Rodgers)
3. Constellation – 3:30 (Charlie Parker)
4. Blue Red – 7:40 (Red Garland)

Durata totale: 21:00

## Musicisti
Red Garland Trio
- Red Garland  - pianoforte
- Paul Chambers  - contrabbasso
- Art Taylor  - batteria